# 沈阳经济区
沈阳经济区是辽宁省政府提出的区域发展战略。以沈阳为中心，辐射沈阳、鞍山、抚顺、本溪、营口、阜新、辽阳、铁岭八个城市，形成联系紧密的“区域经济共同体”。

## 概况
沈阳经济区是以沈阳为中心，在半径百公里范围内，涵盖了沈阳、鞍山、抚顺、本溪、营口、阜新、辽阳、铁岭8个省辖市的城市群，是中国城市化水平最高的地区之一。2010年4月6日，经国务院同意，国家发改委正式批复沈阳经济区为“国家新型工业化综合配套改革试验区”，这标志着沈阳经济区成为继上海浦东新区、天津滨海新区、成都、重庆、武汉城市圈、长株潭城市群和深圳等七个地区后，国务院批准设立的第八个国家综合配套改革试验区。2011年9月16日，国务院正式批复《沈阳经济区新型工业化综合配套改革试验总体方案》，标志着沈阳经济区的改革方向的更加明确。为了推动沈阳经济区一体化发展，沈阳、抚顺、铁岭、本溪等几个省辖市共享024区号。

## 目标方向
按照《总体方案》批复要求，沈阳经济区新型工业化综合配套改革，是以加快转变经济发展方式为主线，以深化改革开放为动力，坚持走中国特色新型工业化道路，切实加强体制机制创新，积极稳妥地解决老工业基地存在的突出矛盾和问题，着力构建结构优化、技术先进、清洁安全、附加值高、吸纳就业能力强的现代产业体系，推进区域一体化发展，增强沈阳经济区整体竞争力，为全面贯彻实施东北地区老工业基地振兴战略、促进中国经济长期平稳较快发展和社会和谐提供经验与示范。